# Бенджамин, Фрэнсис
Фрэнсис Ишида Бенджамин (англ. Francis Ishida Benjamin; 20 июня 1993, Нигерия) — нигерийский футболист, защитник клуба «Эньимба». Выступал за сборную Нигерии.

## Биография

### Клубная карьера
Начинал игровую карьеру в 2012 году в чемпионате Нигерии. До 2014 года был игроком нигерийского клуба «Хартленд», но затем подписал контракт с израильским «Хапоэль» (Тель-Авив). В начале сезона 2014/15 сыграл 3 игры в чемпионате Израиля, но позже перестал попадать в заявку команды и зимой покинул «Хапоэль». В 2015 и 2016 годах играл в Нигерии за «Саншайн Старз». В 2016 он перешёл в молдавский клуб «Сперанца» (Ниспорены), но в его составе ни разу не появился на поле. С 2018 года выступает за нигерийский клуб «Эньимба».

### Карьера в сборной
Дебютировал за сборную Нигерии 15 августа 2012 в товарищеском матче со сборной Нигера. Летом 2013 года Бенджамин был включён в заявку сборной Нигерии на Кубок конфедераций 2013, однако на самом турнире не сыграл ни одной игры. Сборная Нигерии заняла третье место в группе и не смогла выйти в плей-офф. 